# Bandera del Reino Unido
La bandera del Reino Unido, oficialmente denominada Union Jack y Union Flag («bandera de la Unión»), está compuesta por una combinación de las cruces de los santos patronos de Inglaterra, de Escocia y de Irlanda, los tres antiguos reinos que formaron el Reino Unido. La cruz de san Jorge proviene de la bandera de Inglaterra y la cruz de san Andrés de la de Escocia, mientras que la cruz de San Patricio representa a Irlanda al ser este su patrono.
La versión final de la bandera de la Unión apareció en 1801, al producirse la unión de Gran Bretaña con Irlanda, a raíz de lo cual se incluyó la cruz de san Patricio porque con anterioridad ya se habían combinado las cruces de los patronos de Inglaterra y Escocia. La cruz permanece en la bandera aunque en la actualidad únicamente Irlanda del Norte forma parte del Reino Unido. La bandera identifica la unión de tres reinos, dado que Gales no está representado ni en sus colores ni en su emblemático dragón galés rojo debido a que cuando se diseñó la bandera en 1606, Gales era un principado del Reino de Inglaterra desde el siglo XIII.
Se debe notar que la versión definitiva de esta bandera tiene una peculiaridad: las dos cruces aspadas, es decir, la blanca sobre fondo azul o de san Andrés, que representa a Escocia, y la roja aspada de san Patricio, que representa a Irlanda, se intercalan detrás de la cruz inglesa de san Jorge. Tal intercalación de las cruces de san Andrés y de san Patricio se hizo para evitar dar la idea de primacía de Escocia sobre Irlanda o viceversa.
La bandera de la Unión se debe izar de forma correcta: en la mitad de la bandera más cercana al asta, la franja blanca diagonal más ancha debe estar por encima de la franja diagonal roja.
Evolución de la Union Flag
| · Cruz de San Andrés · siglo XVI (Escocia) | · Cruz de San Andrés · siglo XVI (Escocia) | · Cruz de San Andrés · siglo XVI (Escocia) | · Cruz de San Andrés · siglo XVI (Escocia) | · Cruz de San Andrés · siglo XVI (Escocia) | · Cruz de San Andrés · siglo XVI (Escocia) |  |  | · Cruz de San Jorge · siglo XVI (Inglaterra y Gales) | · Cruz de San Jorge · siglo XVI (Inglaterra y Gales) | · Cruz de San Jorge · siglo XVI (Inglaterra y Gales) | · Cruz de San Jorge · siglo XVI (Inglaterra y Gales) | · Cruz de San Jorge · siglo XVI (Inglaterra y Gales) | · Cruz de San Jorge · siglo XVI (Inglaterra y Gales) |
| · Cruz de San Andrés · siglo XVI (Escocia) | · Cruz de San Andrés · siglo XVI (Escocia) | · Cruz de San Andrés · siglo XVI (Escocia) | · Cruz de San Andrés · siglo XVI (Escocia) | · Cruz de San Andrés · siglo XVI (Escocia) | · Cruz de San Andrés · siglo XVI (Escocia) |  |  | · Cruz de San Jorge · siglo XVI (Inglaterra y Gales) | · Cruz de San Jorge · siglo XVI (Inglaterra y Gales) | · Cruz de San Jorge · siglo XVI (Inglaterra y Gales) | · Cruz de San Jorge · siglo XVI (Inglaterra y Gales) | · Cruz de San Jorge · siglo XVI (Inglaterra y Gales) | · Cruz de San Jorge · siglo XVI (Inglaterra y Gales) |
|                                            |                                            |                                            |                                            |                                            |                                            |  |  |                                                      |                                                      |                                                      |                                                      |                                                      |                                                      |
|                                            |                                            |                                            |                                            |                                            |                                            |  |  |                                                      |                                                      |                                                      |                                                      |                                                      |                                                      |
| · Union Flag de 1606 · 1707 (Gran Bretaña) | · Union Flag de 1606 · 1707 (Gran Bretaña) | · Union Flag de 1606 · 1707 (Gran Bretaña) | · Union Flag de 1606 · 1707 (Gran Bretaña) | · Union Flag de 1606 · 1707 (Gran Bretaña) | · Union Flag de 1606 · 1707 (Gran Bretaña) |  |  | · Cruz de San Patricio · (Irlanda)                   | · Cruz de San Patricio · (Irlanda)                   | · Cruz de San Patricio · (Irlanda)                   | · Cruz de San Patricio · (Irlanda)                   | · Cruz de San Patricio · (Irlanda)                   | · Cruz de San Patricio · (Irlanda)                   |
| · Union Flag de 1606 · 1707 (Gran Bretaña) | · Union Flag de 1606 · 1707 (Gran Bretaña) | · Union Flag de 1606 · 1707 (Gran Bretaña) | · Union Flag de 1606 · 1707 (Gran Bretaña) | · Union Flag de 1606 · 1707 (Gran Bretaña) | · Union Flag de 1606 · 1707 (Gran Bretaña) |  |  | · Cruz de San Patricio · (Irlanda)                   | · Cruz de San Patricio · (Irlanda)                   | · Cruz de San Patricio · (Irlanda)                   | · Cruz de San Patricio · (Irlanda)                   | · Cruz de San Patricio · (Irlanda)                   | · Cruz de San Patricio · (Irlanda)                   |
|                                            |                                            |                                            |                                            |                                            |                                            |  |  |                                                      |                                                      |                                                      |                                                      |                                                      |                                                      |
|                                            |                                            |                                            |                                            |                                            |                                            |  |  |                                                      |                                                      |                                                      |                                                      |                                                      |                                                      |
|                                            |                                            |                                            |                                            |                                            |                                            |  |  | · Union Flag de 1801 · 1801 (Gran Bretaña e Irlanda) |                                                      |                                                      |                                                      |                                                      |                                                      |

## Protocolo
En tierra, la Union Jack es la bandera nacional a todos los efectos. En el mar, la Union Flag se usa como bandera de proa (en inglés: jack) solo en los buques de guerra británicos. La Union Flag no se usa como bandera de popa en embarcaciones: los barcos británicos usan diseños diferentes para sus pabellones nacionales. Las embarcaciones civiles deben usar el Pabellón Rojo (Red Ensign) y las embarcaciones gubernamentales el Pabellón Azul (Blue Ensign), mientras que los buques de guerra de la Marina Real (Royal Navy) solo vuelan el Pabellón Blanco (White Ensign). Los aviones y establecimientos aeronáuticos británicos enarbolan el Civil Air Ensign del Reino Unido. Tanto las banderas marinas como las aéreas tienen una Union Flag en su cantón. Además, tienen  variantes de cada uno de ellos, con privilegios aprobados para diversos organismos y clubes náuticos, que pueden incluir sus escudos en el batiente del pabellón correspondiente.
La autoridad sobre las banderas izadas en el mar estaba anteriormente en manos del antiguo Almirantazgo, establecido en el edificio homónimo (ahora el Ministerio de Defensa). La autoridad sobre las banderas utilizadas en tierra recae en el conde mariscal (Earl Marshal). El conde mariscal es uno de los grandes oficiales de Estado.

Orientación vertical

## Construcción

3:5
1:2
1:2, pabellones nacionales

La bandera tiene dos proporciones oficiales. La versión utilizada en tierra es 3:5, pero la versión utilizada por la Marina Real en el mar desde el XIX ha sido más alargada que el diseño estándar, con proporciones 1:2. Otras banderas náuticas también se fabrican con esta proporción.
En 1687, el secretario del Almirantazgo, Samuel Pepys, declaró que las banderas utilizadas por los barcos en el mar deberían tener la proporción de 11:18 (aproximadamente el número áureo), aunque las banderas se miden basándose en la anchura del dobladillo de la franja, por lo que con la gradual reducción de estas desde 11 a 8 pulgadas, resultó en la actual proporción naval de 1:2. El Almirantazgo ordenó que las banderas utilizadas en el mar se hicieran en proporciones 1:2. En 1938, el conde mariscal, Bernard Fitzalan-Howard, 16° duque de Norfolk, y el Garter King of Arms, Gerald Wollaston, recomendaron que las banderas en tierra se hicieran en proporciones 3:5. Antes de esto, las banderas heráldicas generalmente se hacían cuadradas. El cambio se realizó porque las banderas cuadradas no ondean tan bien como las banderas más estrechas, mientras que las banderas de proporciones 1:2 distorsionan el diseño heráldico. Como las proporciones de bandera oficialmente reconocidas para todas las banderas dentro de la jurisdicción del conde mariscal, 3:5 se registró en los documentos oficiales del College of Arms en 1947. No hubo especificaciones sobre las proporciones de la bandera o las proporciones relativas de sus componentes en la proclamación real que estableció el uso de la bandera actual fechada el 1 de enero de 1801. Solo se debe seguir el blasonamiento heráldico y, por lo tanto, muchas formas diferentes de la bandera son heráldicamente adecuadas. La geometría precisa de la bandera no se especifica en ninguna legislación.
La bandera está hecha según uno de dos diseños. En el pasado, ha habido más de una docena de diseños diferentes. El diseño más común es el utilizado por la Marina Real e ideado por el antiguo Almirantazgo en el siglo XIX. En este diseño, el ancho de la cruz de san Jorge es igual a una quinta parte de la altura de la bandera. El ancho de la cruz de san Andrés es igual a una décima parte de la altura de la bandera, y la cruz de san Patricio es igual a una quinceava parte. La franja blanca de la cruz de san Jorge tiene un ancho de una quinceava parte de la altura de la bandera, y la franja blanca de la cruz de san Patricio es una trigésima parte.
Este diseño tiene su cruz roja irlandesa de ancho reducido en comparación con la cruz blanca escocesa. Las franjas de las cruces rojas no se toman del campo azul, sino de la cruz misma. Las franjas de las cruces de San Patricio y San Jorge no tienen la misma anchura. La franja blanca de la cruz de san Jorge tiene el mismo ancho que la cruz roja de san Patricio. Cada una de las cruces aspadas es más estrecha que la cruz de san Jorge.
El otro diseño, utilizado para las banderas de los regimientos de infantería del Ejército Británico y autorizado por la antigua Oficina de Guerra (ahora el Ministerio de Defensa), fue autorizado por la reina Victoria en 1900.

## Historia

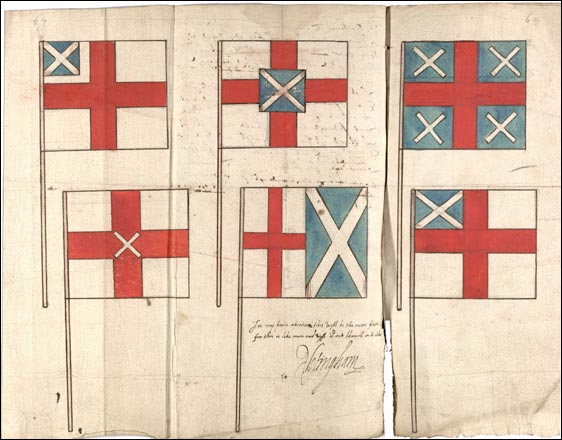
Borradores de diseños para una bandera de unión, c. 1604. Charles Howard, primer conde de Nottingham, agregó su recomendación y firma al diseño del medio en la fila inferior. Ninguno de estos fue adoptado.

En 1603, Jacobo VI de Escocia heredó los tronos de Inglaterra e Irlanda como Jacobo I, uniendo las coronas de Inglaterra, Escocia e Irlanda en una unión personal (aunque con tres estados diferentes). Para representar la unión real entre South Britaine (Inglaterra) y North Britaine (Escocia), el 1 de abril de 1606 se creó una nueva bandera que era una combinación de la bandera de Inglaterra (una cruz roja sobre un fondo blanco, conocida como la cruz de san Jorge) y la bandera de Escocia (una aspa blanca sobre un fondo azul, la cruz de san Andrés). Una carta del Almirantazgo ordenó a todos los barcos reales y mercantes que izaran esta nueva bandera. En un principio esta bandera fue creada para su uso naval y no se había considerado su uso en tierra.

Union Flag de 1606

El diseño final de la nueva bandera probablemente estuvo influenciado por la bandera utilizada por los barcos de la Compañía de Levante. Esta bandera, autorizada por carta de la empresa en 1593 durante el reinado de Isabel I de Inglaterra, reutilizó un diseño originalmente autorizado para Edward Osborne y algunos otros comerciantes involucrados en el comercio con el Levante mediterráneo en 1581. Combinaba el estandarte real de Inglaterra y la cruz de san Jorge recirculado en blanco. La nueva bandera de la Unión reemplazó el estandarte real inglés con la bandera escocesa. No se agregaron elementos irlandeses a la bandera de la Unión de 1606. Un arpa irlandesa apareció en las monedas de Enrique VIII de Inglaterra e Irlanda y en el Gran Sello Real de su hija Isabel I. El arpa dorada sobre un campo azul se añadió a las armas reales en el momento de la ascensión de Jacobo VI y I a los tronos de Inglaterra e Irlanda. La cruz diagonal roja de san Patricio no apareció en la insignia real. Gales no está individualmente representada en la bandera de la Unión porque, cuando apareció la primera versión oficial de su bandera, Gales ya se había unido a Inglaterra, aunque los elementos de la bandera de Gales tenían siglos de antigüedad. El dragón rojo de Cadwaladr fue usado desde el siglo VII, y los colores del fondo blanco y verde datan de la Casa de Tudor del XV. Por tanto, el Principado de Gales está representado a través del Reino de Inglaterra.
El 12 de abril de 1606, se emitió una proclamación real «declarando las banderas de Gran Bretaña del Sur y del Norte que se deberán llevar en el mar», ordenando a todos los barcos a usar la nueva bandera en el palo mayor, pero también izando las banderas de sus propios santos patronos en el frontal. El Mayflower, por ejemplo, probablemente izó la bandera de Inglaterra en su trinquete y la bandera británica en el palo mayor.

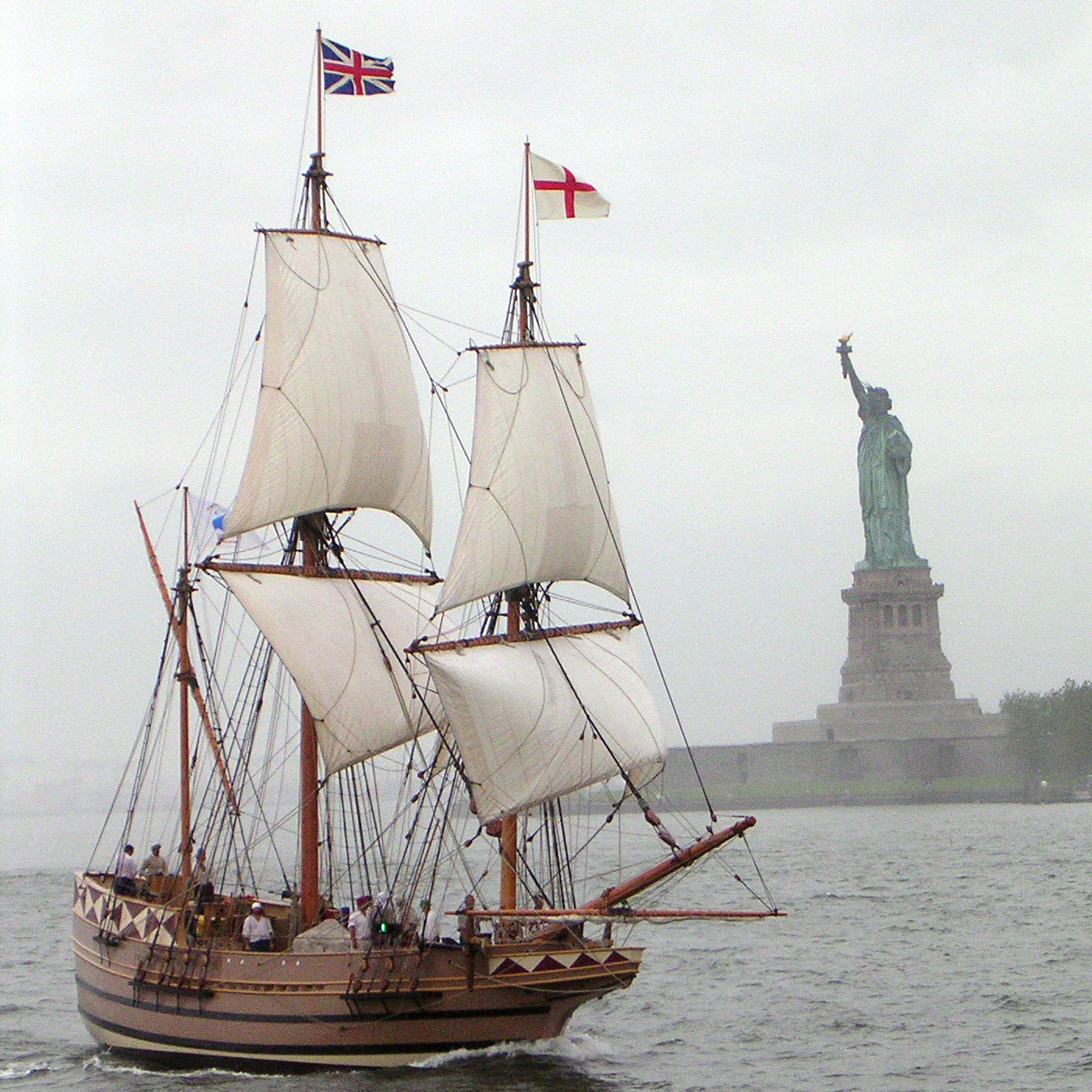
Réplica del barco inglés Godspeed, uno de los barcos que zarparon de Gran Bretaña en diciembre de 1606 para fundar el pueblo de Jamestown en la Colonia de Virginia. En el palo mayor, la bandera de la Unión; en el trinquete, la bandera de Inglaterra.

El Consejo Privado de Escocia se opuso a esta bandera, porque la cruz de san Andrés de Escocia estaba debajo de la cruz de san Jorge de Inglaterra y «estaba dividida dos veces» por ella y la insignia escocesa estaba «así oscurecida, y no había signos ni marcas del escudo de armas escocés para ser visto». La objeción formal del 7 de agosto de 1606 declaró que la nueva bandera era «muy perjudicial a la libertad y dignidad de este Estado, y dará ocasión a reproches». Los consejeros privados advirtieron que los marineros escoceses no aceptarían el nuevo diseño: «no se puede inducir a nuestros marineros a recibir esta bandera». La carta de objeción del Consejo Privado de Escocia incluía dos propuestas de diseño (ahora perdidas) para una bandera alternativa. La objeción probablemente fue ignorada porque el campo de la bandera toma su color heráldico de la bandera escocesa, azul, y no de la bandera inglesa, blanca. William Monson, vicealmirante de la Marina Real inglesa, lamentó sobre la nueva bandera que «aunque podía ser más honrosa para ambos reinos mostrarse así unida, a vista de los espectadores no era un aspecto tan justo». Las objeciones no tuvieron efecto en la bandera, aunque a veces se vieron banderas alternas con la cruz blanca sobre la cruz roja. No se le da nombre a esta bandera en los documentos de 1606. Desde 1618, los textos más antiguos que se conservan la denominan «bandera británica» (Britain flag o British flag). Un inventario de banderas utilizadas en el funeral de Jacobo VI y I en 1625 enumera una «Bandera de la Unión» (Banner of the Union).

Versión escocesa de la Union Flag de 1606

Ya no es posible conocer la apariencia precisa de la bandera de la Unión de principios del siglo XVII, pues los dibujos originales elaborados por los heraldos se han perdido. Por lo tanto, no está claro si el borde blanco que rodea la cruz roja tenía la intención de ser más estrecho o más ancho. En heráldica, la regla de contrariedad de los esmaltes requiere que la cruz de gules no toque directamente el campo azur, por lo que fue necesario bordear la cruz roja con una franja argén. John Knox Laughton, historiador del Royal Naval College, Greenwich, propuso que el borde blanco de la cruz de san Jorge, relativamente ancho, representa el reino de Francia, que a veces usaba una cruz blanca horizontal sobre un campo azul. Los reyes de Inglaterra habían reclamado durante mucho tiempo el trono francés. Sin embargo, no hay evidencia de esto en los documentos de la época, y esta cruz francesa no se menciona en el blasón heráldico de la bandera. Las ilustraciones de los siglos XVII y XVIII, así como las banderas supervivientes de la época, muestran que la bandera de 1606 se fabricaba con frecuencia con una cruz de san Andrés más estrecha que la cruz de san Jorge. El ancho de la cruz blanca era frecuentemente el mismo que el ancho del borde blanco alrededor de la cruz roja.
En mayo de 1634, Carlos I de Inglaterra, Escocia e Irlanda restringió su uso a los barcos reales y cambió la política de exigir que todos los barcos izaran la «Union Flagge». Desde entonces, solo los barcos reales o de servicio público podrían enarbolar la bandera de la Unión. Se espera que otros barcos de Inglaterra y Escocia enarbolen las banderas de sus propios santos patronos, como era el caso antes de la proclamación real del padre de Carlos, Jacobo VI y I. Desde aquel momento hasta la muerte de Carlos, los barcos del rey se distinguieron de los barcos mercantes de Inglaterra y Escocia al izar la bandera de la Unión. Antes de la proclamación de Carlos I, la práctica de izar una bandera jack en el bauprés de los buques de guerra (una bandera de proa) ya había evolucionado, posiblemente debido a la influencia del oficial inglés John Penington. El propio Penington probablemente también fue responsable de la nueva política de banderas establecida en la proclamación real de 1634. El nuevo protocolo de bandera probablemente tenía la intención de garantizar que los barcos extranjeros identificaran más fácilmente los barcos de guerra, aunque la razón declarada en la proclamación real es que los barcos ingleses y escoceses podrían así distinguirse mejor unos de otros: «y así discernir mejor el número y la bondad de los mismos».

Union Flag del Protectorado

La Union Flag de 1606 se dejó de usar por un tiempo durante las Guerras de los Tres Reinos. Después de la segunda guerra civil inglesa, Carlos I fue ejecutado e Inglaterra dirigida por un gobierno republicano. Por tanto, la Unión de las Coronas cayó en desuso durante el interregno inglés. En Escocia, el hijo de Carlos I fue proclamado rey Carlos II de Inglaterra, Escocia e Irlanda. Por lo tanto, la Mancomunidad de Inglaterra eliminó la Union Flag, símbolo de la unión real de Inglaterra y Escocia, de sus buques de guerra, y también eliminó la armería heráldica real de sus popas. El gobierno ordenó a los barcos escoceses que ya no usaran la cruz roja de san Jorge en sus banderas y ordenó a los barcos ingleses que usaran solo la bandera de Inglaterra.
Después de la tercera guerra civil inglesa, Escocia se unificó políticamente con Inglaterra e Irlanda en 1654, bajo la Mancomunidad de Inglaterra, Escocia e Irlanda. La cruz de san Andrés se agregó al escudo de armas de la Mancomunidad y, en mayo de 1658, se ordenó nuevamente que la Union Flag se usara en los buques de guerra de acuerdo con la forma antigua, aunque la bandera entonces disponía de un escudo heráldico en el centro en forma de arpa en azul, para representar a Irlanda.
Cuando se restauró la monarquía unida de los tres reinos y Carlos II, hasta entonces exiliado, regresó a Gran Bretaña desde la Europa continental, el gobierno inglés ordenó el 1 de mayo de 1660 que «se ocupara de que los estandartes, banderas y banderas de proa de la flota fueran inmediatamente preparados como estaban en uso antes de 1648». Se quitó el arpa que se había agregado a la bandera de la Unión; según Samuel Pepys, era «muy ofensivo para el rey».
El 9 de marzo de 1661, lord gran almirante Jacobo, duque de York, escribió a Trinity House y reiteró la prohibición de que los barcos mercantes usen la «Flag of Union», y agregó que los barcos del rey se la quitarían a cualquier barco que la usara. En noviembre de 1661, una proclamación real anunció nuevamente que era ilegal el uso en barcos que no pertenecían a la Marina Real. La proclama real amenazaba no solo con la incautación de las banderas infractoras, «los colores de Su Majestad», sino también con el encarcelamiento del capitán del barco. El 11 de mayo de 1666, el lord gran almirante escuchó nuevamente que los barcos privados salían de Londres con «the Kings Jack» («el jack del rey») izado y ordenó que arrestaran a los capitanes de los barcos que lo hicieran.
En 1672, en la procesión fúnebre del almirante Edward Montagu, primer conde de Sandwich desde Westminster Hall hasta la Abadía de Westminster, un miembro de la Casa de Montagu llevó una bandera de la Unión. The London Gazette describe esta bandera como la «Flag of the Union». Samuel Pepys, que participó en la procesión, la llamó «the Flagge».
En 1674, los barcos izaban imitaciones de la bandera de la Unión que no infringían estrictamente la ley debido a varias modificaciones menores. Carlos II prohibió esta práctica por proclamación real el 18 de septiembre de 1674, prohibiendo a cualquier buque mercante izar «el jack de Su Majestad (comúnmente conocido como The Union Jack)» y obligando a todos los buques mercantes ingleses a izar únicamente la bandera inglesa o el Pabellón Rojo.
El abuso de las banderas navales permitió a los barcos infractores evitar tasas e impuestos en puertos extranjeros usurpando los privilegios de la Marina Real. Según Samuel Pepys, los barcos en el estuario del Támesis saludaron a todos los barcos que exhibían la Union Flag, sin importar cuán pequeños fueran, bajando sus gavias; «además del orgullo de ello» los barcos que enarbolan esta bandera estaban exentos de la obligación de embarcar un práctico en los puertos holandeses; en los puertos franceses no estaban obligados a pagar el impuesto de 50 céntimos por tonelada que normalmente se cobraba a los barcos. La nueva popularidad de los yates había causado muchas violaciones. El gobernador del castillo de Duvres solicitó permiso para enarborlar la Union Flag en su yate privado, pero el rey Jacobo II y VII y el Consejo Privado de Inglaterra se lo negaron en 1676.
El 17 de julio de 1694, Guillermo III y II de Inglaterra, Escocia e Irlanda reiteraron nuevamente la prohibición de que los barcos mercantes ingleses usasen banderas que no fueran el Pabellón Rojo o la bandera inglesa. Sin embargo, esta proclamación real requería que los corsarios enarbolaran una bandera de bauprés que era roja con una bandera de la Unión en el cantón: «una Red Jack, con la Union Jack representada en un cantón en la esquina superior junto al mástil». Aunque esta fue la primera vez que se permitió un diseño de bandera de este tipo, no fue la primera vez que apareció una bandera roja con un cantón de Union Flag. Alrededor de 1687, Samuel Pepys habló de una bandera de este tipo, «la Union Jack en un cantón con una bandera roja» utilizada por George St Lo y «ahora utilizada familiarmente en el extranjero». Las estipulaciones de la proclamación fueron reeditadas por otra proclamación real de Ana de Inglaterra, Escocia e Irlanda en 1702. El uso de estas banderas de proa en particular por parte de los corsarios continuó hasta 1856, cuando se abolió la práctica (Declaración de París).
El esfuerzo por unificar Gran Bretaña en un solo reino unido finalmente se completó en 1707. Después de aprobar el Tratado de Unión en 1706, Escocia e Inglaterra se unieron mediante las Actas de Unión aprobadas por el Parlamento de Escocia y el Parlamento de Inglaterra en 1707. El Tratado de Unión dispuso en su primer artículo que la reina Ana decidiría la forma en que las banderas de los dos reinos se combinarían en la bandera del nuevo Reino Unido de Gran Bretaña. Se consideraron algunos diseños alternativos. Aunque el arpa heráldica de Irlanda ya estaba presente en las armas reales de la reina, no se agregó ningún emblema de Irlanda en 1707: la cruz de san Patricio no se agregó a la bandera. En última instancia, no se realizaron cambios en la bandera británica existente y, el 17 de abril de 1707, la reina y el nuevo Consejo Privado de Gran Bretaña emitieron una Orden en el Consejo que ordenaba: «Que la Union Flag continúe como en la actualidad». En consecuencia, las instrucciones para el Almirantazgo fueron emitidas por otra orden en consejo ilustrada con dibujos en color. Como se ilustra en las instrucciones de la Orden en Consejo al Almirantazgo, la bandera de la Unión tiene un borde blanco relativamente ancho alrededor de la cruz roja. El Pabellón Rojo, tal como se izaba en los barcos ingleses que hasta entonces había tenido la cruz de san Jorge con un campo blanco en el cantón, ahora se cambió para que apareciera la Bandera de la Unión en el cantón. Se ordenó a los barcos británicos que usaran solo el Pabellón Rojo británico. Se reiteró la prohibición de que los barcos privados utilizasen la bandera de la Unión.

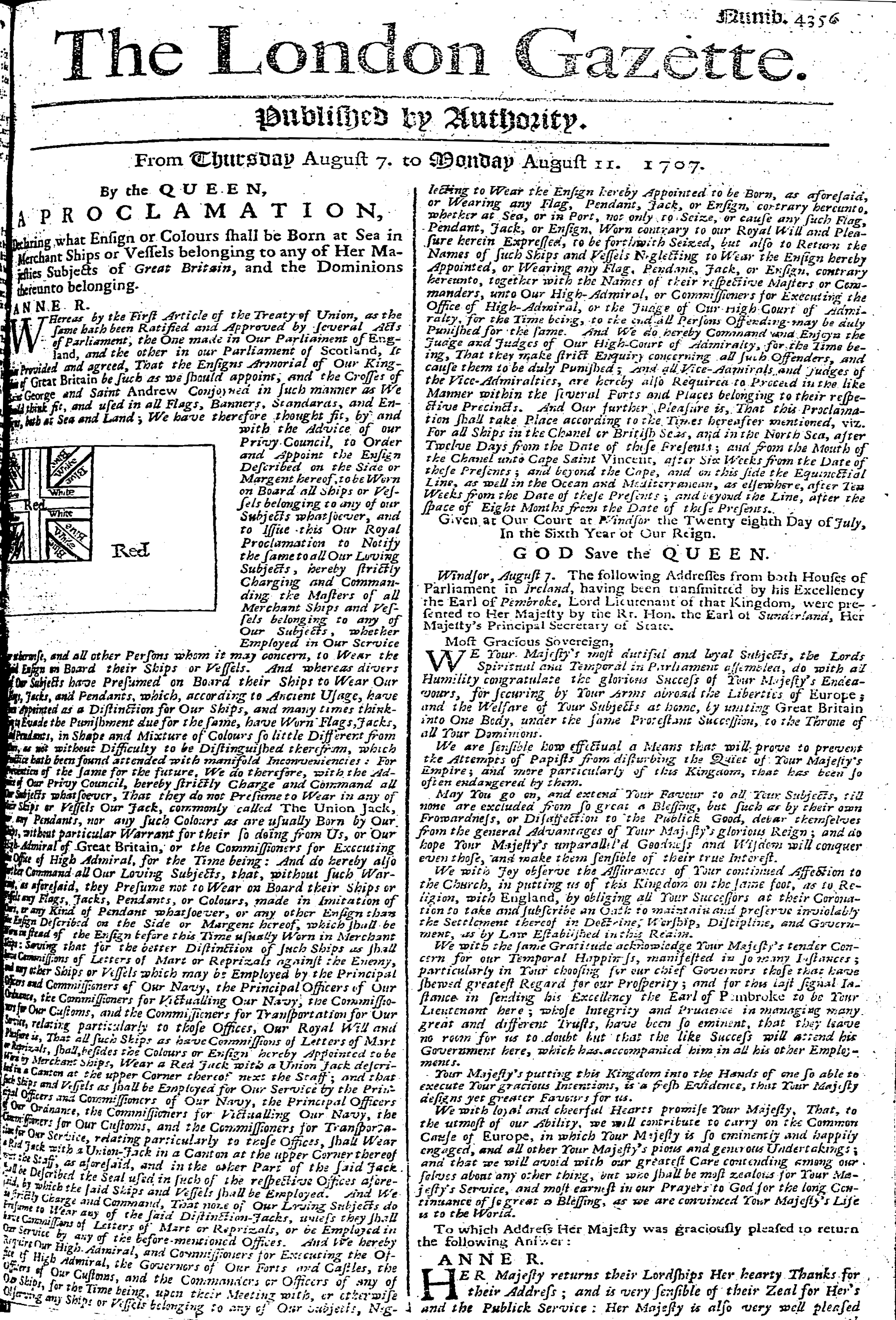
En el margen de la proclamación real, de agosto de 1707, apareció un diagrama de la bandera roja con la bandera de la Unión en el cantón, recién autorizada y requerida para todos las embarcaciones británicas.

Con el tiempo, las velas de proa de la vela cuadra fueron reemplazadas por foques, y el asta de la bandera en el bauprés desapareció de la arquitectura naval porque interfería con la posición de los foques. A partir de este punto, los barcos dejaron de enarbolar una bandera de bauprés (en inglés: jack) en el mar y los barcos de la Marina Real desarrollaron la práctica de izar la Union Jack solo en el puerto.

## Banderas basadas en la enseña británica
La Enseña de la Union Jack aparece en gran cantidad de banderas de las excolonias y colonias británicas. Por ejemplo, en las de cuatro países oceánicos: Australia, Nueva Zelanda, Tuvalu y Fiyi. En la mayoría de los territorios de ultramar como Santa Elena, Malvinas, Bermudas, Islas Caimán, Islas Pitcairn, etc; en la antigua bandera de Canadá, aunque una variante de esta última sigue siendo usada en las provincias de Ontario y Manitoba; la antigua bandera de Sudáfrica, la antigua bandera del Raj británico, la bandera de las Trece Colonias que precedieron a los Estados Unidos y en la actualidad en la de uno de sus estados, Hawái. Asimismo aparece en la mayor parte de los estados de Australia y en la provincia canadiense de Columbia Británica. También aparece en la bandera y escudo de la ciudad chilena de Coquimbo.

Bandera de las Trece Colonias (1607-1775)
Bandera del gobernador del la Honduras Británica, también ondeo en la colonia de las Islas de la Bahía (1852-1860).
Bandera de Canadá (1868-1921)
Bandera de la Compañía Británica de Sudáfrica (1886-1924)
Bandera de la Nación Misquita (1633-1860; protectorado británico)

## Galería

### Banderas históricas

Bandera de Inglaterra
Bandera de Escocia
Bandera de San Patricio, que representa a Irlanda del Norte.
Bandera que representaba tradicionalmente a la isla de Irlanda
Bandera de Gales
Bandera de la Mancomunidad de Inglaterra (1649-1651)
Bandera de la Mancomunidad de Inglaterra (1651-1658)

## Otras banderas

Bandera del Reino Unido en proporción 1:2
Bandera de proa civil del Reino Unido
Bandera de los consulados británicos
Pabellón Rojo (Red Ensign). Pabellón náutico civil para uso de embarcaciones civiles británicas.
Pabellón Blanco (White Ensign). Utilizado por la Marina Real.
Pabellón Azul (Blue Ensign). Utilizado por embarcaciones del estado británico.
Royal Fleet Auxiliary Ensign. Pabellón de la Real Flota Auxiliar.
State Ensign de Gibraltar. Pabellón gubernamental de Gibraltar.
Royal Air Force Ensign. Pabellón de la Real Fuerza Aérea.
Civil Air Ensign del Reino Unido. Pabellón aéreo civil para uso de aviones civiles británicos.